# William Robert Colton

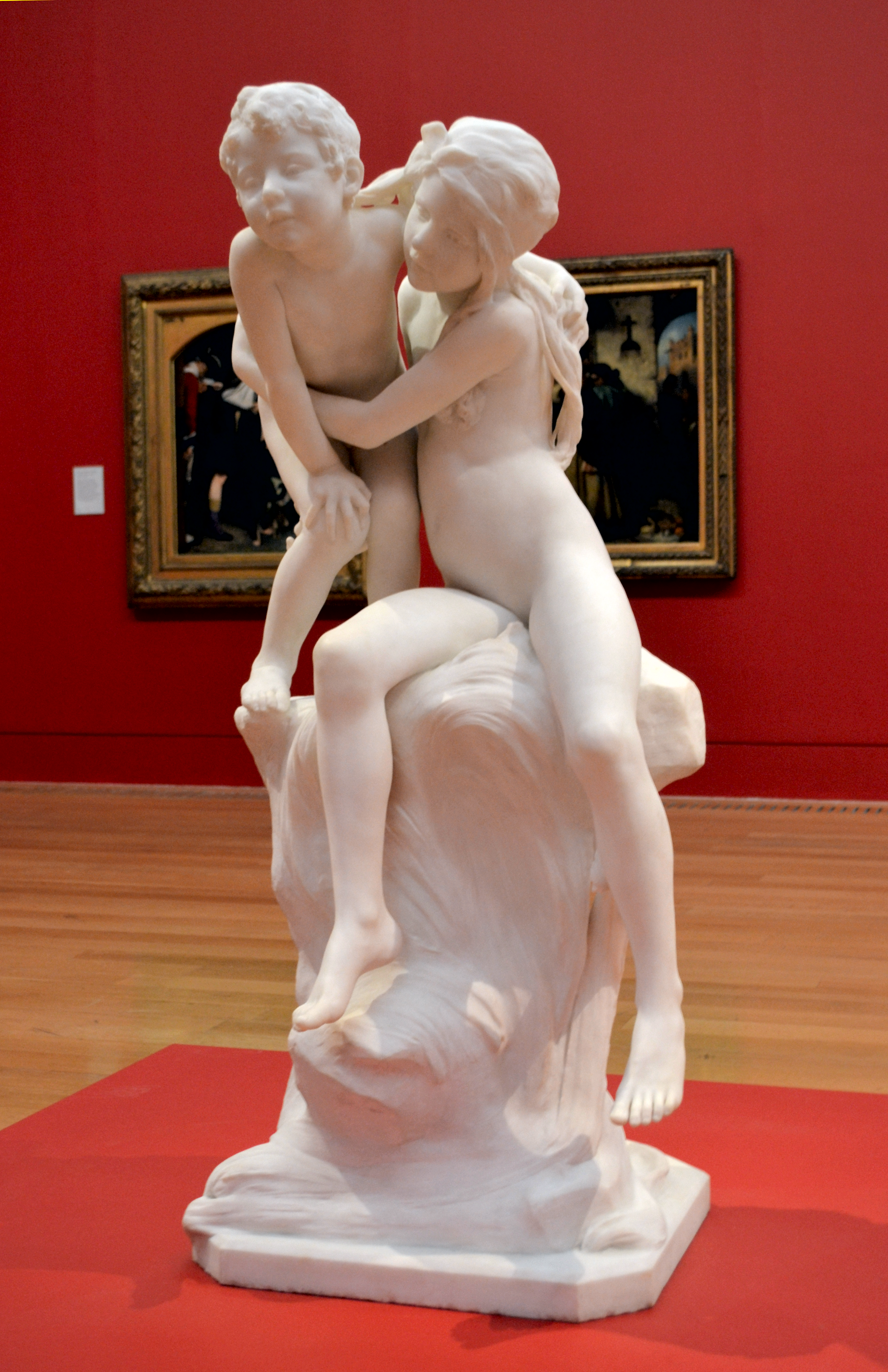
William Robert Colton: The Springtide of Life, 1903. Tate Britain, London

William Robert Colton (* 25. Dezember 1867 in Paris, Frankreich; † 13. November 1921 in Kensington, London) war ein britischer Bildhauer und einer der Vertreter der New-Sculpture-Bewegung am Ende des 19. Jahrhunderts.

## Leben
William Robert Colton wurde am 25. Dezember 1867 in Paris geboren. Sein Vater war Architekt. 1870 zog die Familie nach London. Er studierte an der Lambeth School of Art bei William Silver Frith und ab 1889 an den Royal Academy Schools bei Henry Hugh Armstead und Joseph Edgar Boehm. Er studierte auch in Paris. William Robert Colton heiratete 1902 Mignon Kroll de Laporte; das Paar hatte zwei Töchter. Er starb am 13. November 1921 im Alter von 53 Jahren in Kensington, London, an Komplikationen nach einer Operation. 

## Werk
William Robert Coltons Werk ist geprägt von der französischen Bildhauerschule und der New Sculpture-Bewegung. Seine Skulpturen zeichnen sich durch eine realistische Darstellung des menschlichen Körpers und eine feinfühlige Modellierung aus. Zu seinen wichtigsten Werken zählen
- The Girdle (1898), eine weibliche Aktfigur, heute in der Tate Gallery, London.[1]
- The Image Finder (1899), The Crown of Love (1900), The Wavelet (1901) und The Spring Tide of Life (1902), Werke, die seine künstlerische Entwicklung dokumentieren.
- Love's Bondage (1911), auch bekannt als Motherhood, eine Marmorskulptur, die Mutter und Kind darstellt.
- The Young Diana (1919), eine Marmorbüste, die Hoffnung und Erneuerung symbolisiert.

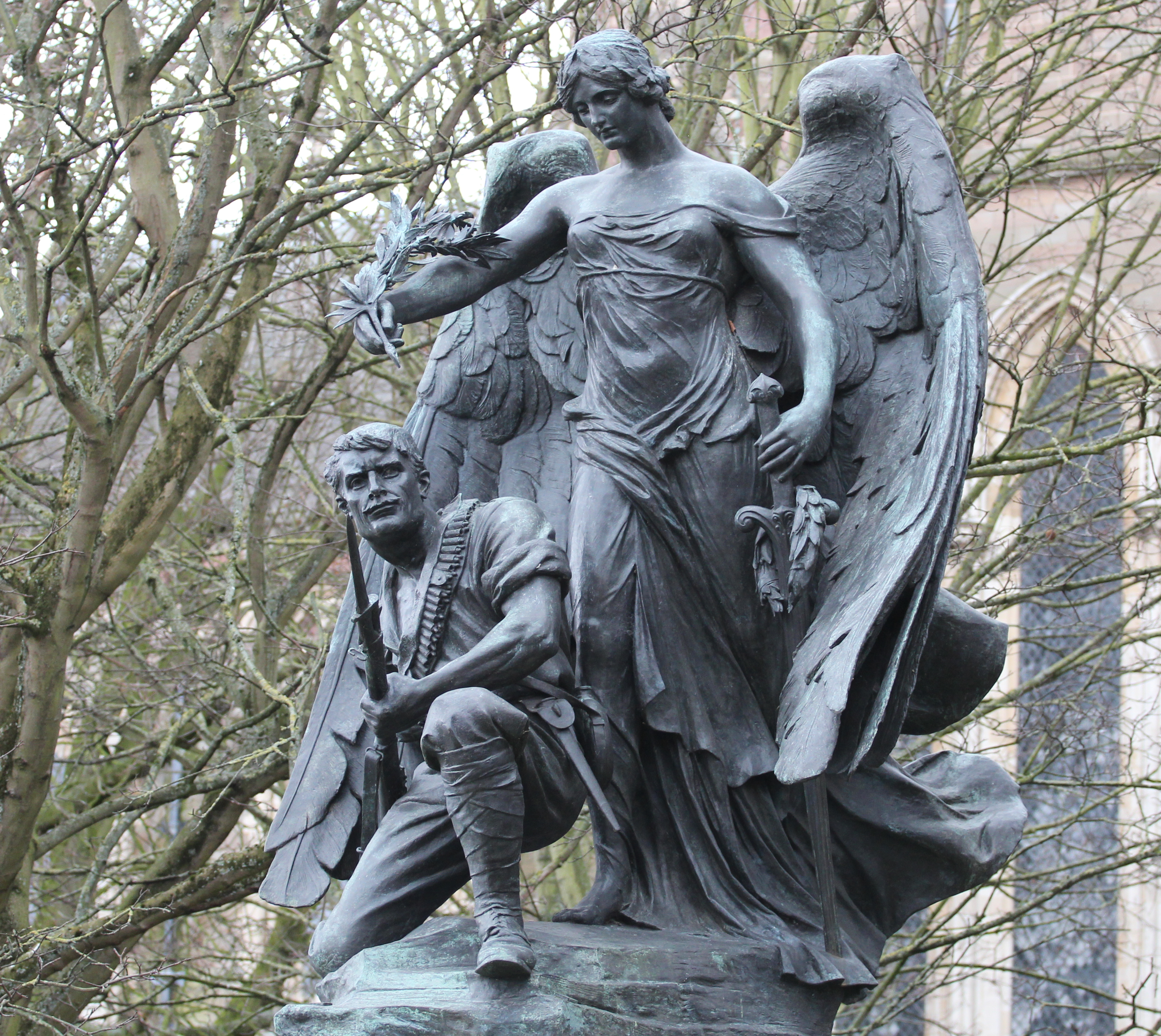
Skulpturen auf dem Boer War Memorial, Worcester

Colton erhielt zahlreiche Aufträge für Porträtbüsten und Kriegerdenkmäler, darunter:
- Das Worcester Boer War Memorial (1908) in Worcester.
- Das Royal Artillery Boer War Memorial (1910) in London.
- Das Denkmal für Frederick Courteney Selous (1919) im Natural History Museum, London.

Er war auch als Porträtbildhauer tätig und fertigte Büsten von Persönlichkeiten wie dem Maharadscha von Mysore, Sheshadri Iyer und Field Marshal Earl Roberts an. 